# 北海道知内高等学校
北海道知内高等学校（ほっかいどう しりうちこうとうがっこう、Hokkaido Shiriuchi High School）は、北海道上磯郡知内町にある公立（町立）の高等学校。全日制普通科。

## 沿革
- 1952年 - 北海道木古内高等学校知内分校として開校
- 1953年 - 知内村立北海道知内高等学校として独立
- 1980年 - 全日制課程普通科設置認可
- 1993年 - 第65回選抜高等学校野球大会出場、浜松商業に3-6で敗れる
- 2018年 - 通学区域規則を改め、定員の50％を上限に道外からの志願も可能とする。

## 出身者
- 森広泰昌（元社会人野球選手）
- 菊地圭尚（競輪選手）
- 明田春喜（競輪選手）
- 坂本拓己（プロ野球選手 - 東京ヤクルトスワローズ所属。）

## 著名な教職員・関係者
- 山本鉄弥（元野球部監督）